# Ján Čapla
Ján Čapla (ur. 16 kwietnia 1957 w Bratysławie) – słowacki duchowny rzymskokatolicki, salezjanin, w latach 2003-2009 superior Azerbejdżanu.

## Życiorys
Święcenia kapłańskie przyjął 18 stycznia 1985. 18 lipca 2003 został mianowany superiorem misji sui iuris Azerbejdżanu. 5 listopada 2009 zrezygnował z urzędu.